# Sveti Križ Začretje
Sveti Križ Začretje  è un comune della Croazia di 6 619 abitanti della regione di Krapina e dello Zagorje.